# ヨルダン時間
ヨルダンでは現在、UTC+3が標準時として採用されている。また、2022年10月で廃止されるまで夏時間が実施されていた。夏時間は東ヨーロッパ夏時間（EEST、UTC+3）が採用されていた。期間は、3月の最終金曜日、または4月の第1金曜日から10月の最終金曜日迄となっていた。
|  | UTC+2       | 東ヨーロッパ時間                                                          |
|  | UTC+2 UTC+3 | 東ヨーロッパ時間 / イスラエル標準時 東ヨーロッパ夏時間 / イスラエル夏時間 |
|  | UTC+3       | アラビア標準時 極東ヨーロッパ時間                                         |
|  | UTC+3:30    | イラン標準時                                                              |
|  | UTC+4       | 湾岸標準時                                                                |

## IANA time zone database
IANA time zone databaseのzone.tabには、ヨルダンの標準時が1つ含まれている。
| 国コード | 座標        | TZ         | 注釈 | 協定世界時との差 | 夏時間 | 備考 |
| -------- | ----------- | ---------- | ---- | ---------------- | ------ | ---- |
| JO       | +3157+03556 | Asia/Amman |      | +03:00           |        |      |